# Basílica de Santa María de la Inmaculada Concepción (Norfolk)
La Basílica de Santa María de la Inmaculada Concepción (en inglés: Basilica of St. Mary of the Immaculate Conception) es un templo católico ubicado en 232 Chapel Street en el centro de Norfolk, en el sureste de Virginia, es la comunidad parroquial más antigua de la diócesis de Richmond en Estados Unidos. Se conoce localmente como la iglesia de la madre de Tidewater Virginia.
La iglesia fue construida en 1857-1858, y es una iglesia rectangular de ladrillo estucado. Cuenta con una céntrica torre de tres pisos con aguja. También en la propiedad está la rectoría contribuyente. Es un edificio de ladrillo rectangular de tres pisos en el estilo del Renacimiento gótico tardío. 
Fue incluido en el Registro Nacional de Lugares Históricos en 1979. El cementerio católico asociado de Santa María fue agregado en 2001. 
La parroquia comenzó en 1791 como la Iglesia de San Patricio fundada por los católicos franceses huyendo de la Revolución Francesa a la que se unieron algunos de los primeros inmigrantes católicos irlandeses a los Estados Unidos. St. Patrick's era la parroquia más antigua de la diócesis de Richmond y era anterior a la formación de la diócesis por 29 años.

## Véase también

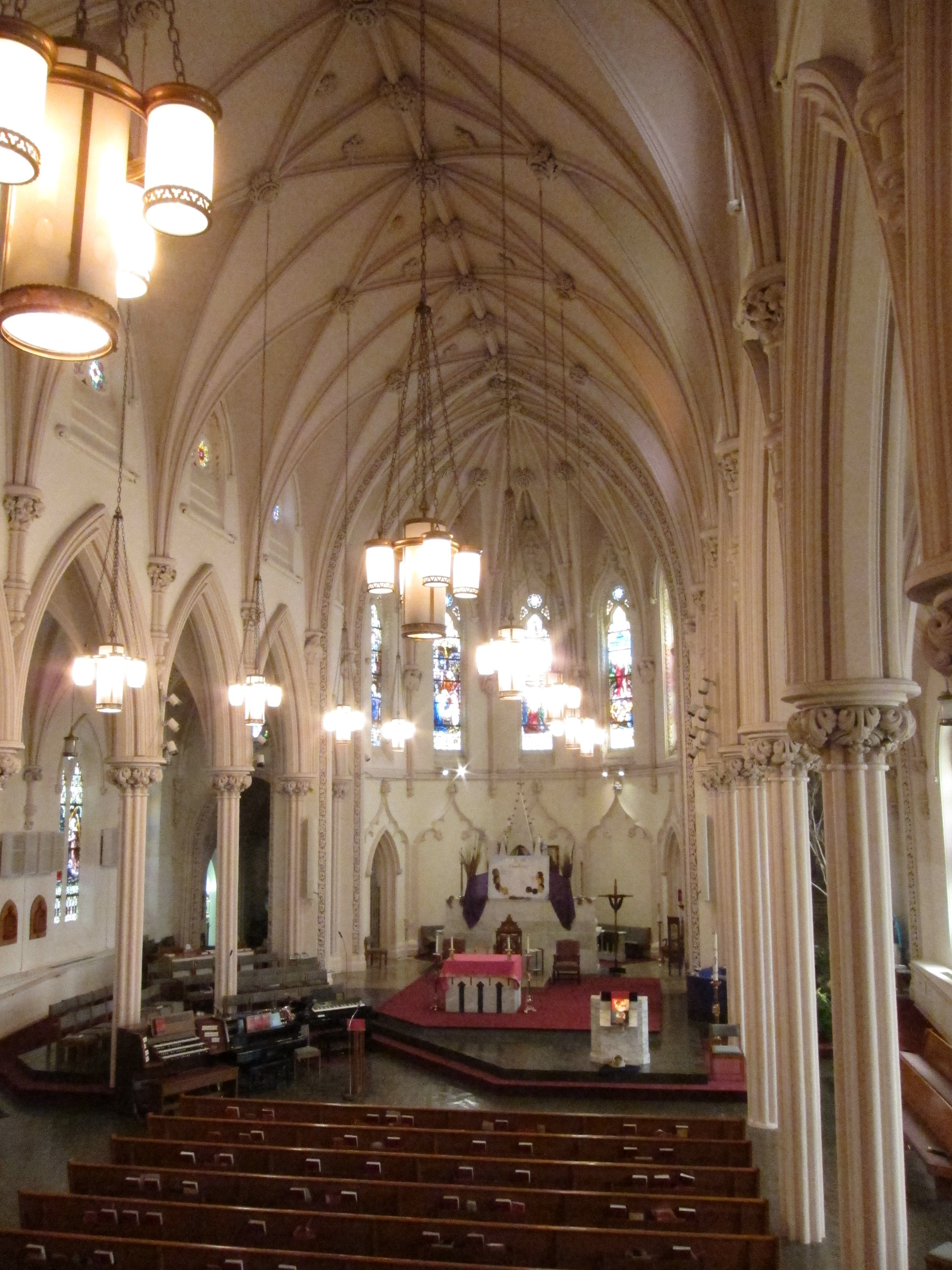
Vista interna